# Lance Reventlow

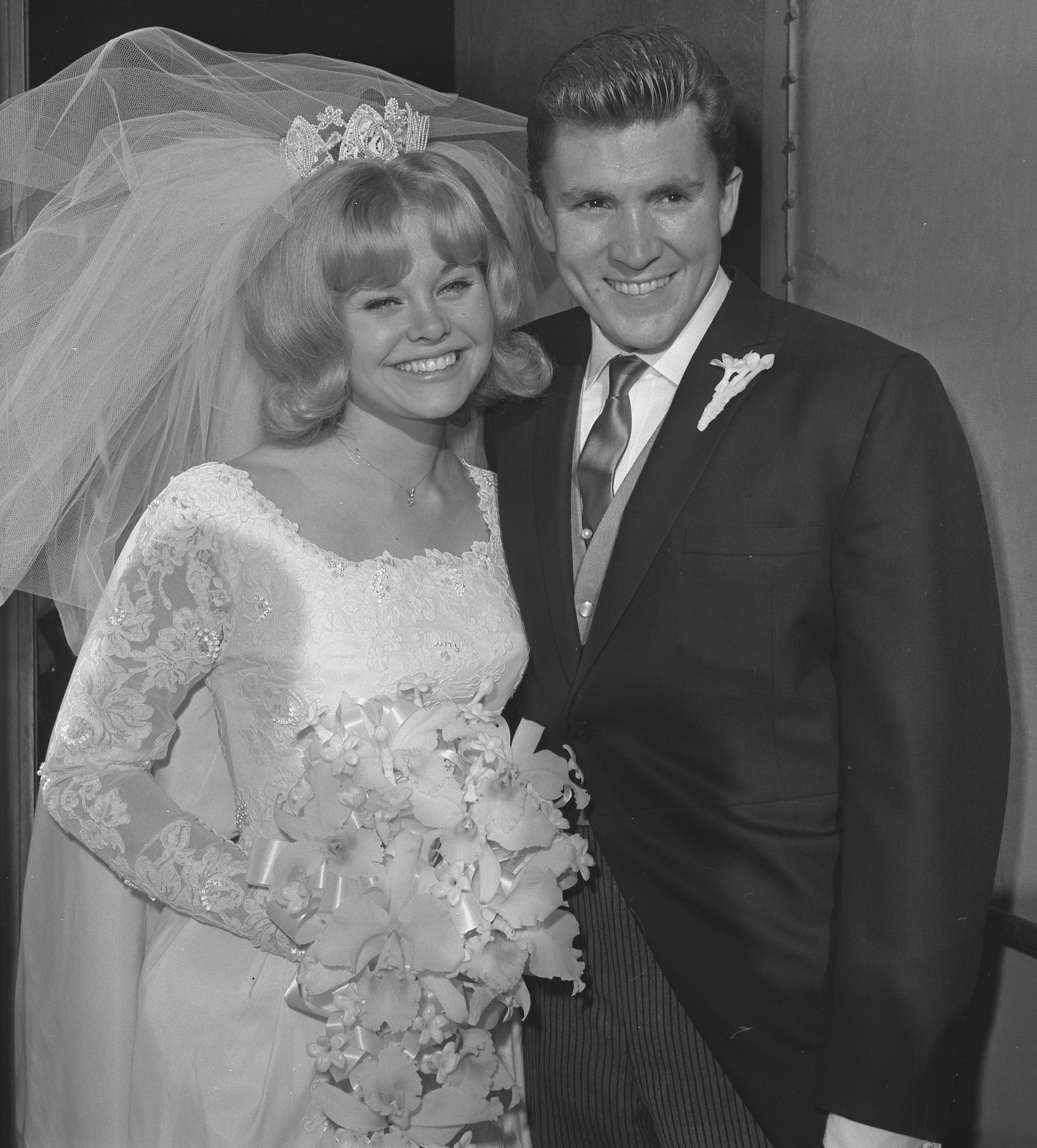
Lance Reventlow en Cheryl Holdridge in 1964

Lance Reventlow, geboren als Lawrence Graf von Haugwitz-Hardenberg-Reventlow (Londen, 24 februari 1936 - Aspen, Colorado, 24 juli 1972) was een Amerikaans Formule 1-coureur. In 1960 nam hij deel aan 4 Grands Prix voor de teams Scarab en Cooper, maar scoorde hierin geen punten.
Reventlow was de zoon van Barbara Hutton, een van de rijkste vrouwen ter wereld op dat moment, en haar tweede man, de Deense graaf Kurt von Haugwitz-Hardenberg-Reventlow. Van 1942 tot 1945 was acteur Cary Grant zijn stiefvader.
In 1972 overleed hij in een vliegtuigongeval. 